# Place du Commerce (Paris)
Pour les articles homonymes, voir Place du Commerce.
 (mai 2019).
Si vous disposez d'ouvrages ou d'articles de référence ou si vous connaissez des sites web de qualité traitant du thème abordé ici, merci de compléter l'article en donnant les références utiles à sa vérifiabilité et en les liant à la section « Notes et références ».
La place du Commerce est une place du 15e arrondissement de Paris.

## Situation et accès
La place du Commerce, de forme rectangulaire oblongue, est située vers la fin de la rue du Commerce, au croisement de la rue Lakanal et entre la rue du Commerce et la rue Violet. Elle se trouve donc dans le cœur du 15e arrondissement de Paris. 
La partie centrale de la place du Commerce est occupée par un square fermé.
La station de métro Commerce de la ligne 8 est située sur la place.

## Origine du nom
Elle porte ce nom car cette place, comme la rue du Commerce, était la principale rue commerçante de l'ancienne commune de Grenelle.

## Historique
Cette place de la commune de Grenelle s'est appelée « place de la Mairie » de 1842 à 1867, date à laquelle elle prend le nom de « place du Commerce » jusqu'en février 1877 où elle devient « place de la Montagne-Noire ». Elle reprend son nom actuel en mars de la même année.
Lors de la construction de la mairie de Grenelle, des terrains sont acquis en vue d’y établir une place ou une promenade. Des aménagements et des plantations sont aussitôt réalisés. Le lieu se transforme en square. Pendant le siège de Paris, les arbres sont abattus.

## Bâtiments remarquables et lieux de mémoire

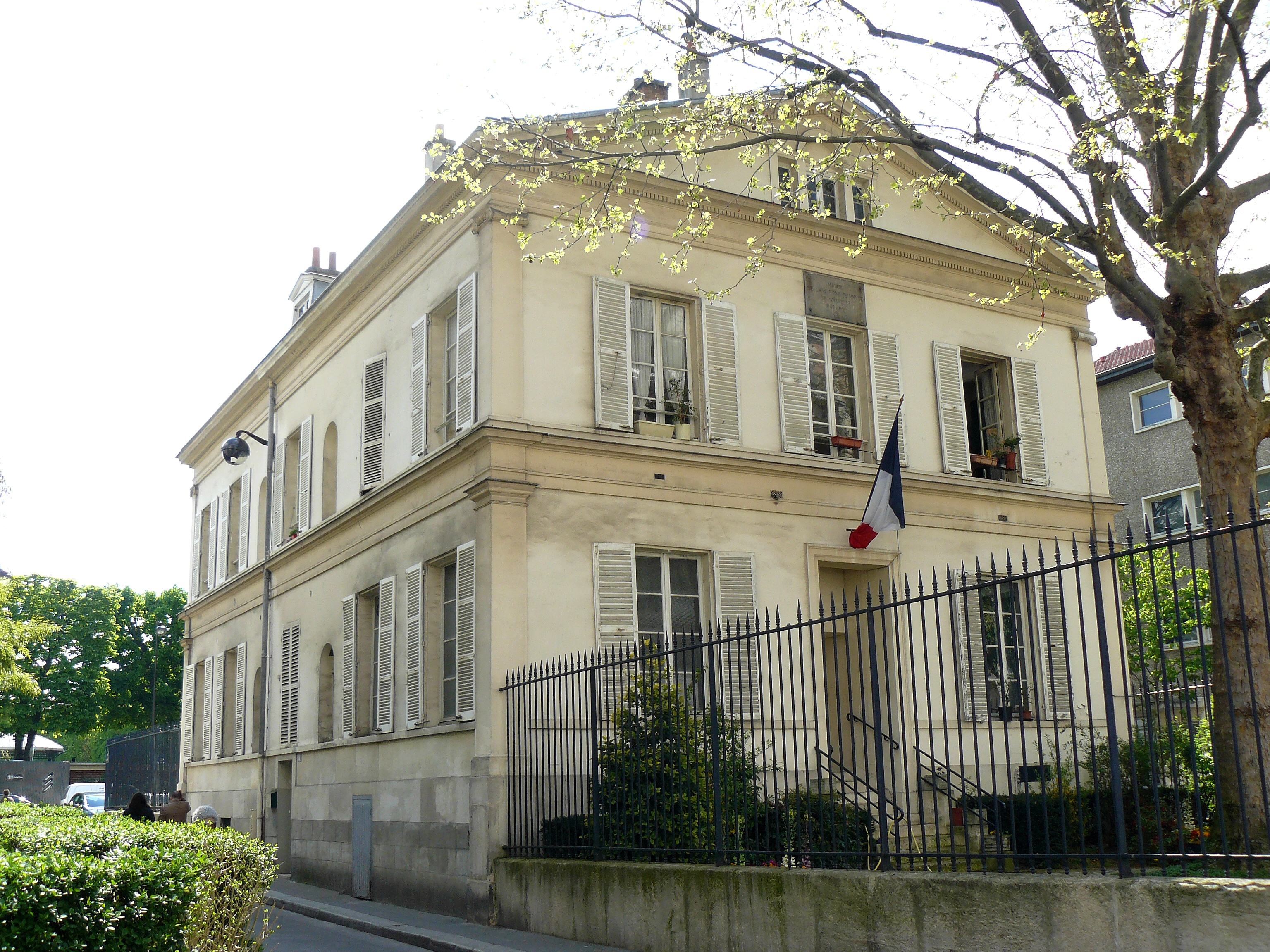
L'ancienne mairie de Grenelle.

- No 1 et 69, rue Violet : ancienne mairie de Grenelle inscrite à l’Inventaire supplémentaire des monuments historiques. La mairie de Grenelle s’installe en 1842 dans la maison construite par deux Américains, Daniel Low et Thomas W. Storrow : il s’agit d’une vaste maison néo-palladienne caractéristique de la Restauration entourée d’un jardinet. Au moment de son rachat par la commune, elle fut réaménagée par l’architecte Claude Naissant. La façade est décorée de niches vides surmontées d’un fronton triangulaire et éclairée d’une baie.
- No 4 : collège public Claude-Debussy.
- No 23 : bâtiment de 1846, transformé entre 1863 et 1880, mais qui a conservé ses bandeaux et qui présente sur la place un fronton qui lui confère tout son caractère.